# Skepi
Het Skepi was een op het Zeeuws gebaseerde creooltaal die in Guyana, in de streek rond Essequibo, waaraan het zijn naam te danken heeft, werd gesproken. De taal is intussen uitgestorven sinds het overlijden van de laatste spreker in 1998. Het werd gesproken door afstammelingen van slaven van Zeeuwse plantagehouders (Guyana was een tijd lang een Nederlandse kolonie).
 In de negentiende eeuw moet het de moedertaal zijn geweest van zo’n vijf- tot tienduizend mensen, schatten de onderzoekers.
Andere op het Nederlands gebaseerde creooltalen zijn of waren het Negerhollands, het Petjo en het Berbice-Nederlands. Deze laatste taal werd ook in Guyana gesproken, maar er was geen onderlinge verstaanbaarheid met het Skepi.
Omdat Skepi een uitgestorven taal is waren er tot voor kort maar 200 woorden en ongeveer 25 zinnen overgeleverd. In 2020 werden in een dagboek van een dominee in de bibliotheek van de Universiteit van Birmingham nog eens 250 woorden in 125 zinnen gevonden.

## Een zin in het Skepi
- Ek we stekkie brot. (Ik wil een stukje brood.)
- As you ni passop you sa fall.  Als je niet oppast val je (zul je vallen).

## Classificatie
- Creoolse talen
  - Nederlands-gebaseerde talen
    - Petjo (Nederlands-Indië)
    - Javindo (Nederlands-Indië)
    - "Mohawk Dutch (Verenigde Staten)
    - "Negro Dutch" (Verenigde Staten)
    - Leeg Duits ("Low Dutch", "Albany Dutch", "Jersey Dutch"; Verenigde Staten)
    - Negerhollands (Amerikaanse Maagdeneilanden)
    - Skepi (Guyana)
    - Berbice-Nederlands (Guyana)
    - Afrikaans (Zuid-Afrika; status als creooltaal betwist)